# Ligue canadienne de football
Pour les articles homonymes, voir CFL.
La Ligue canadienne de football ou LCF (en anglais : Canadian Football League - CFL) est une association sportive professionnelle regroupant des équipes de football canadien au Canada uniquement. La ligue a été créée en 1958. Elle est composée de deux divisions, celle de l'Ouest et celle de l'Est. Depuis 2014, la division Ouest compte cinq équipes, et la division Est en compte quatre, pour un total de neuf équipes. À la fin de la saison régulière, qui se tient de la mi-juin au début de novembre, des matchs à élimination directe sont tenus dans chaque division. Les deux équipes vainqueurs se rencontrent ensuite pour la finale. L'équipe qui remporte cette grande finale se voit remettre la coupe Grey, trophée créé en 1909. Il s'agit de l'unique championnat professionnel de football au Canada.

## Historique
Les premières équipes de football canadien ont joué sous l'égide de la Canadian Rugby Football Union (CRFU), fondée en 1884. La CRFU devint la Canada Rugby Union (CRU) en 1892. Cette fédération regroupait plusieurs ligues. Dans les années 1930 à 1950, deux ligues se dégagent, la Interprovincial Rugby Football Union à l'Est et la Western Interprovincial Football Union à l'Ouest, et se professionnalisent. En 1956 se crée le Canadian Football Council (Conseil du football canadien) pour rassembler les deux ligues professionnelles, et en 1958 cette structure devient la Ligue canadienne de football. Au début les deux anciennes ligues sont encore largement autonomes ; il n'y a alors pas de confrontation entre les équipes de l'Ouest et de l'Est, sauf lors de la coupe Grey. L'intégration s'est réalisée progressivement jusqu'en 1981. De 1993 à 1995, la LCF a tenté une éphémère expansion aux États-Unis.

## Structure de la saison
En 2019, la saison de la LCF comprend :
- Une saison préparatoire de trois semaines où chaque équipe dispute deux matchs en fin mai-début juin;
- Une saison régulière de 21 semaines où chaque équipe dispute 18 matchs de la mi-juin au début novembre;
- Un tournoi à élimination directe de trois semaines qui se conclut par le match de la coupe Grey.

### Saison préparatoire
Le camp d’entraînement de chaque équipe commence en mai, et les matchs préparatoires s'entament à la fin du mois. La saison préparatoire est de trois semaines, et chaque équipe y dispute deux matchs contre des formations de sa propre division.

### Saison régulière
La saison régulière est de 21 semaines, les premiers matchs ayant lieu à la mi-juin et les derniers matchs ayant lieu au début novembre. Les neuf équipes de la LCF sont séparées en deux divisions : la division Est (quatre équipes) et la division Ouest (cinq équipes). Chaque équipe affronte trois fois deux équipes de sa propre division, puis deux fois toutes les autres équipes de la Ligue. La semaine thématique la plus populaire de la LCF est la Classique de la Fête du travail. D’autres semaines ou matchs thématiques viennent compléter la saison régulière, comme le match du Temple de la renommée du football canadien et la Classique de l’Action de grâce.
La LCF accorde des points en fonction des résultats de la saison régulière (deux pour une victoire, un pour un match nul et aucun pour une défaite). Depuis 2011, dans l’éventualité où deux équipes de la même division terminent la saison avec le même nombre de points, l’égalité est brisée selon les critères suivants (si le premier critère ne permet pas de départager les deux équipes, on passe suivant et ainsi de suite jusqu’au dernier) :
- Nombre de victoires ;
- Nombre de victoires entre les deux équipes à égalité ;
- Total net (nombre de points inscrits moins le nombre de points concédés) des points inscrits entre les deux équipes à égalité ;
- Quotient net (nombre de points inscrits divisés par le nombre de points concédés) des points inscrits entre les deux équipes à égalité ;
- Nombre de victoires dans les matchs au sein de la même division ;
- Total net des points inscrits dans les matchs au sein de la même division ;
- Quotient net des points inscrits dans les matchs au sein de la même division ;
- Total net des points inscrits dans tous les matchs ;
- Quotient net des points inscrits dans tous les matchs ;
- Pile ou face.

### Éliminatoires
Les éliminatoires débutent en novembre. À la fin de la saison régulière, l’équipe au sommet de chaque division obtient une place en finale de division, et une semaine de congé pendant que se déroulent les demi-finales de division. L’équipe en deuxième position de chaque division reçoit l’équipe en troisième position de sa division, à moins que l’équipe en quatrième position de l'autre division ait terminé la saison régulière avec une meilleure fiche que celle-ci : il s’agit de la règle du croisement. Cette règle implique que deux équipes de la même division pourraient s’affronter en finale de la coupe Grey. Depuis 1996, cinq équipes qualifiées en vertu de la règle du croisement ont réussi à remporter la demi-finale d’une division :
- les Eskimos d'Edmonton en 2008 contre les Blue Bombers de Winnipeg [3]
- les Lions de la Colombie-Britannique en 2009 contre les Tiger-Cats de Hamilton [4]
- les Eskimos d'Edmonton en 2016 contre les Tiger-Cats d'Hamilton[5]
- les Roughriders de la Saskatchewan en 2017 contre le Rouge et Noir d'Ottawa[6]
- les Eskimos d'Edmonton en 2019 contre les Alouettes de Montréal.

Par contre, aucune équipe qualifiée via la règle du croisement n'a encore remporté de finale de division. Le gagnant de chaque demi-finale rend ensuite visite au premier de sa division en finales de division. Les champions de chaque division s’affrontent finalement lors du match de la coupe Grey, qui, depuis 2007, est disputé lors du quatrième ou du cinquième dimanche de novembre.

### Coupe Grey
La coupe Grey est à la fois le nom du championnat de la LCF et le trophée remis à l'équipe gagnante. La coupe Grey est le deuxième plus vieux trophée de sport professionnel en Amérique du Nord derrière la coupe Stanley. Le match de la coupe Grey se déroule chaque année dans la ville de l’une des neuf équipes de la Ligue, déterminée deux ou trois ans d'avance. Depuis le début des années 1990, la finale a été disputée dans chacune des villes de la ligue, chaque ville l'ayant tenue au moins deux fois et une seule six fois (Vancouver). Par opposition, de 1958 à 1989 Toronto et Vancouver ont tenu le match 22 fois sur 32. L'historique match de la 100e coupe Grey a été disputé le 25 novembre 2012 au Centre Rogers de Toronto où les Argonauts de Toronto ont défait les Stampeders de Calgary par la marque de 35-22.
Événement annuel le plus important au pays, la coupe Grey a longtemps servi de festival automnal canadien générant une grande couverture médiatique nationale et d'importants revenus pour la ville-hôte. Plusieurs partisans voyagent à travers le pays pour prendre part à la semaine de festivités qui précède la partie.

### Prix et honneurs individuels
Au terme de la finale de la Coupe Grey, le Joueur par excellence de la Coupe Grey et le Joueur canadien par excellence de la Coupe Grey sont sélectionnés. Une série d’honneurs individuels, comme le Joueur par excellence de la LCF, le Joueur canadien par excellence de la LCF, le Joueur défensif par excellence de la LCF, le Joueur de ligne offensive par excellence de la LCF, le Joueur par excellence sur les unités spéciales de la LCF et la Recrue par excellence de la LCF sont décernés au cours d’une cérémonie se déroulant durant la semaine de la Coupe Grey dans la ville-hôte de la finale. Y sont également remis les trophées Tom Pate, remis à un joueur qui démontre des qualités qui le démarque de ses coéquipiers, et le Prix du commissaire, prix remis annuellement par le commissaire pour reconnaitre les contributions exceptionnelles faites à la LCF par un individu. Le trophée Annis Stukus, aussi connu sous le nom du trophée de l’entraîneur-chef de l’année, est remis annuellement en février. Une équipe d’étoiles est composée et honorée chaque année au cours de la semaine qui précède la Coupe Grey.

## Joueurs canadiens et non canadiens
Dans le but de garantir un minimum de joueurs canadiens dans ses équipes, la LCF impose un quota de joueurs non canadiens (presque exclusivement américains). L'alignement actif d'une équipe compte au maximum 46 joueurs, dont 42 peuvent participer à un match donné. De ces 42 joueurs, 3 sont des quarts-arrières, sur lesquels aucune restriction ne s'applique, et des 39 autres, 19 au maximum peuvent être non-Canadiens. De plus, des 24 joueurs partants d'un match (les douze de l'équipe offensive et les douze de l'équipe défensive), au moins sept doivent être Canadiens.
Pour être classé Canadien, un joueur doit avoir résidé au Canada pour une durée totale minimum de sept ans avant son quinzième anniversaire, ou s'il est citoyen canadien, avoir été présent au Canada pour une durée totale minimum de cinq ans avant son dix-huitième anniversaire.

## Repêchage de la LCF
Les joueurs canadiens éligibles, évoluant généralement avec des équipes de SIC ou d’universités américaines, sont sélectionnés annuellement lors du repêchage canadien de la LCF. Le repêchage de la LCF se déroule généralement en mai et est constitué de sept rondes, les deux premières étant habituellement diffusées sur les ondes de TSN. Un camp d’évaluation est tenu chaque année avant le repêchage. Un joueur évoluant dans les rangs juniors au sein d’un territoire occupé par une équipe de la LCF peut être embauché par cette équipe avant d’entamer une carrière universitaire.

## Salaires de joueurs
Pour la saison 2010, le plafond salarial d’une équipe a été fixé à 4,6 millions de dollars avec les salaires minimum des joueurs à 48 000 $. Avec la nouvelle ABC en 2014, le plafond salarial a été porté à 5,2 millions de dollars par équipe, et le salaire minimum a été porté à 62 000 $ par an. Le salaire moyen par joueur en 2014 était de 113 000 $CA. Une nouvelle convention collective a été signée en 2019 qui fixe le salaire annuel minimum des joueurs à 73 000 $, ce nombre passant à 97 000 $ pour les joueurs nationaux et américains en 2020 et ensuite à 103 000 $ en 2022. En 2021, Cody Fajardo était le joueur le mieux payés de la LCF après avoir signé un contrat en février 2019 pour un salaire de 6 600 960 $. Les joueurs désignés comme joueurs mondiaux (voir les désignations des joueurs) reçoivent le salaire minimum de la ligue selon la règle et peuvent voir une partie de leur salaire reversé à leur ligue d'origine dans le cadre d'un partenariat avec la LCF.

## Équipes de la LCF

### Équipes actuelles
| Lions Elks Stampeders Roughriders Blue Bombers Alouettes Argonauts Tiger-Cats Rouge et Noir |

| Division Est                     |                                 |                       |      |
| Alouettes de Montréal            | Montréal, Québec                | Stade Percival-Molson | 1946 |
| Rouge et Noir d'Ottawa           | Ottawa, Ontario                 | Stade TD Place        | 2010 |
| Argonauts de Toronto             | Toronto, Ontario                | BMO Field             | 1873 |
| Tiger-Cats de Hamilton           | Hamilton, Ontario               | Stade Tim Hortons     | 1950 |
| Division Ouest                   |                                 |                       |      |
| Blue Bombers de Winnipeg         | Winnipeg, Manitoba              | Princess Auto Stadium | 1930 |
| Roughriders de la Saskatchewan   | Regina, Saskatchewan            | Stade Mosaic          | 1910 |
| Stampeders de Calgary            | Calgary, Alberta                | Stade McMahon         | 1935 |
| Elks d'Edmonton                  | Edmonton, Alberta               | Stade du Commonwealth | 1949 |
| Lions de la Colombie-Britannique | Vancouver, Colombie-Britannique | BC Place              | 1954 |

### Équipes disparues
| Équipe                         | Ville                    | Stade                         | Pays       | Années actives    |
| ------------------------------ | ------------------------ | ----------------------------- | ---------- | ----------------- |
| Schooners de l'Atlantique (en) | Halifax, Nouvelle-Écosse |                               | Canada     | n'ont jamais joué |
| Stallions de Baltimore         | Baltimore, Maryland      | Memorial Stadium              | États-Unis | 1994-1995         |
| Barracudas de Birmingham       | Birmignham, Alabama      | Legion Field                  | États-Unis | 1995              |
| Posse de Las Vegas             | Las Vegas, Nevada        | Sam Boyd Stadium              | États-Unis | 1994              |
| Mad Dogs de Memphis            | Memphis, Tennessee       | Liberty Bowl Memorial Stadium | États-Unis | 1995              |
| Manatees de Miami (en)         | Miami, Floride           | Miami Orange Bowl             | États-Unis | n'ont jamais joué |
| Concordes de Montréal          | Montréal, Québec         | Stade olympique de Montréal   | Canada     | 1982-1986         |
| Renegades d'Ottawa             | Ottawa, Ontario          | Stade Frank-Clair             | Canada     | 2002-2005         |
| Rough Riders d'Ottawa          | Ottawa, Ontario          | Stade Frank-Clair             | Canada     | 1958-1996*        |
| Gold Miners de Sacramento      | Sacramento, Californie   | Hornet Stadium                | États-Unis | 1993-1994         |
| Texans de San Antonio          | San Antonio, Texas       | Alamodome                     | États-Unis | 1995              |
| Pirates de Shreveport          | Shreveport, Louisiane    | Independence Stadium          | États-Unis | 1994-1995         |

## Diffusion
Les droits de télévision canadiens sont détenus par RDS et TSN. Aux États-Unis, ESPN détient les droits de diffusion.
Le 22 juillet 2022, un match de la LCF est diffusé pour la première fois dans une langue autochtone, avec une diffusion en langue crie d'un match entre Winnipeg et Edmonton diffusée sur les stations de radio de Windspeaker Media (en) à Edmonton et Calgary.

## Identité visuelle
Après la saison 2002, un nouveau logo plus moderne remplace celui alors en place depuis 1970. Un nouveau logo, plus sobre, est dévoilé après la saison 2015, dans le cadre d'un changement global d'identité de la ligue.

### Logo en version anglophone

Évolution du logo de la ligue
Logo de la CFL de 1955 à 1969.
Logo de la CFL de 1970 à 2002.
Logo de la CFL de 2003 à 2015.
Logo de la CFL depuis 2016.

### Logo en version francophone

Évolution du logo de la ligue
Logo de la CFL de 1970 à 2002.
Logo de la CFL de 2003 à 2015.
Logo de la CFL depuis 2016.